# Рахманов, Хаджи Тедженович
Хаджи́ Тедже́нович Рахма́нов (род. 20 июня 1946) — советский туркменский легкоатлет, специалист по бегу на короткие дистанции. Выступал за сборную СССР по лёгкой атлетике в 1970-х годах, серебряный и бронзовый призёр чемпионатов СССР, победитель первенств всесоюзного и республиканского значения, участник чемпионата Европы в помещении в Роттердаме. Представлял Ашхабад и спортивное общество «Локомотив». Заслуженный тренер Туркменистана. Глава Федерации лёгкой атлетики Туркменистана.

## Биография
Хаджи Рахманов родился 20 июня 1946 года. Занимался лёгкой атлетикой в Ашхабаде, выступал за Туркменскую ССР и добровольное спортивное общество «Локомотив».
Первого серьёзного успеха на всесоюзном уровне добился в сезоне 1972 года, когда на зимнем чемпионате СССР в Москве выиграл серебряную медаль в зачёте бега на 100 метров, уступив лишь минчанину Владимиру Ловецкому.
В 1973 году вошёл в состав советской сборной и удостоился права защищать честь страны на чемпионате Европы в помещении в Роттердаме — на предварительном квалификационном этапе бега на 400 метров показал время 48,74, чего оказалось недостаточно для выхода в полуфинальную стадию соревнований.
В 1974 году на чемпионате СССР в Москве стал бронзовым призёром в беге на 200 метров и в эстафете 4 × 400 метров.
В 1976 году на чемпионате СССР по эстафетному бегу в Ереване с командой «Локомотива» вновь завоевал бронзовую награду в программе эстафеты 4 × 400 метров.
Впоследствии проявил себя на тренерском поприще. Заслуженный тренер Туркменистана.
Автор книги «Проблемы спринта» (1986), посвящённой бегу на короткие дистанции.
Занимал должность генерального секретаря Национального центра легкой атлетики Туркменистана, возглавлял Федерацию лёгкой атлетики Туркменистана.